# Chastain Park Amphitheater
Das Chastain Park Amphitheater ist ein Amphitheater in Atlanta, Georgia.

## Geschichte
Im Zuge der  Fertigstellung des North Fulton Parks in den 1940er Jahren wollte der Hauptarchitekt des Objektes eine Freiluft-Konzertarena in den Park integrieren. Aufgrund des hohen Zeitdrucks und des niedrigen Budgets entschieden sich die Architekten des Parks, ein simples Amphitheater als Konzertgelände zu errichten. Die Kosten beliefen sich damals auf 100.000 US-Dollar. Der Bau begann im Jahr 1942 und wurde am 20. Juni des Jahres 1944 als North Fulton Park Amphitheater fertiggestellt. In den Jahren 1984, 1998 und 2004 wurde das Theater renoviert. Seit 1946 trägt es den Namen Chastain Park Amphitheater. Seitdem die Fluggesellschaft Delta Air Lines die Namensrechte für das Objekt seit 2007 besitzt, wird der Titel der Sponsoren trotzdem nicht genannt.

## Konzerte
Auf dem Konzertareal traten schon international bekannte Künstler wie Eric Clapton (Eric Clapton World Tour), David Bowie (A Reality Tour), Cyndi Lauper (True Colors Tour) und Deep Purple (Rapture of the Deep Tour) auf.